# Cat Content
Cat Content (auch: Katzencontent) ist ein vorwiegend zum Bereich der Populärkultur gezähltes Internet-Phänomen. Der Begriff ist ein Scheinanglizismus und bedeutet wörtlich übersetzt „Katzen-Inhalte“. Im englischen Sprachraum ist der Begriff „Cat Content“ dagegen nicht verbreitet. Dort spricht man von „Cats on the internet“.

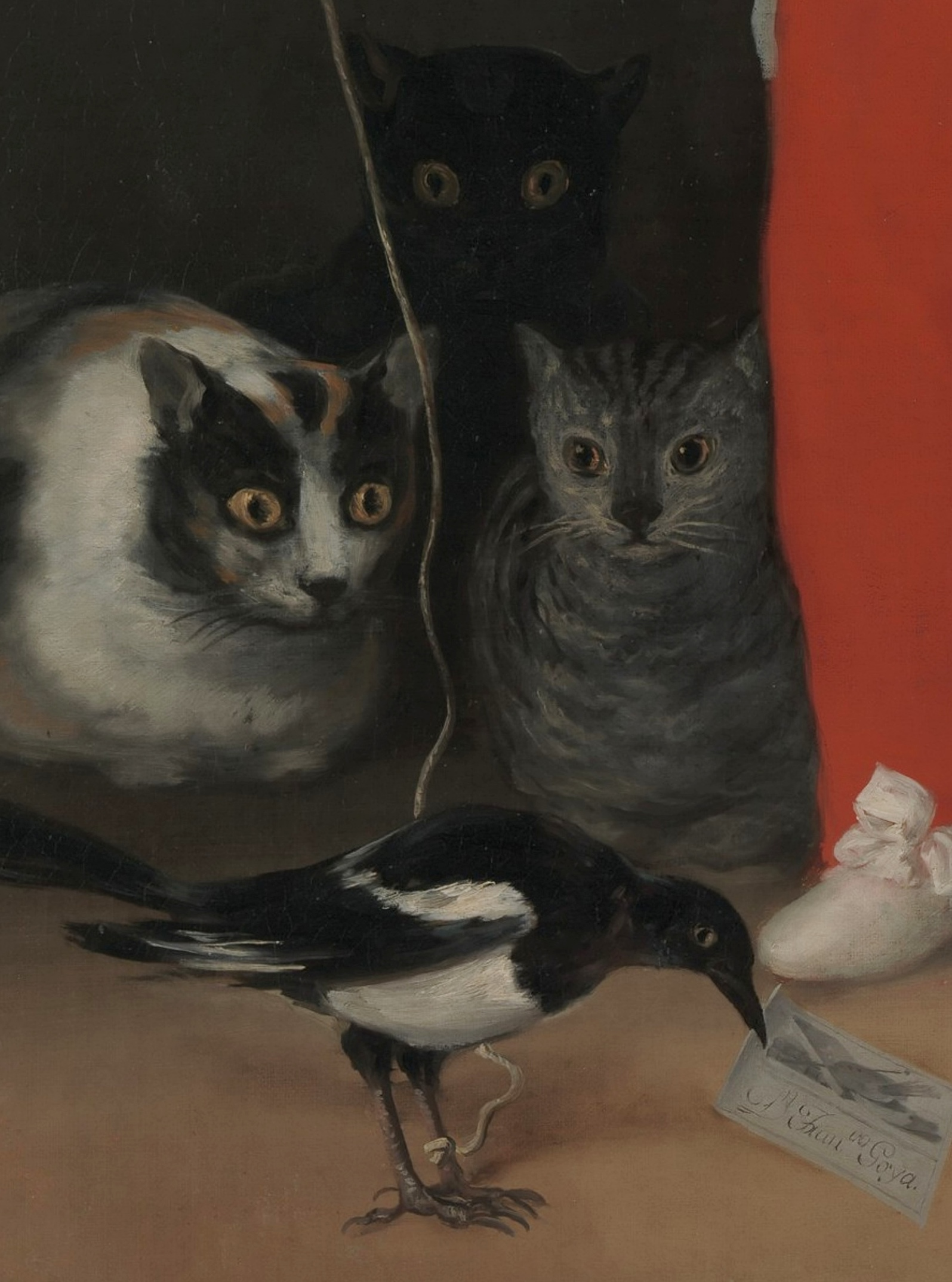
Detail: Francisco de Goya: Don Manuel Osorio Manrique de Zuñiga. Öl auf Leinwand, 1787, Metropolitan Museum of Art

Cat Content bezeichnet die zahlreichen Bilder und weitere Darstellungen von Hauskatzen im Internet. Angebote mit und über Katzen finden sich in Nachrichtenartikeln, Katzenmemen und Videos. Zum Bereich von Cat Content gehören im weiteren Sinne aber nicht nur digitale Darstellungen von Katzen, sondern auch solche in Printmedien, Fernsehen, Filmen, Büchern sowie in der bildenden Kunst und im Bereich des Konsums. Katzen spielen nach allgemeiner Auffassung eine große Rolle in der Öffentlichkeit. Sie gelten als im weltweiten Internet besonders verbreitet. Von Bedeutung ist Cat Content in der Gegenwart insbesondere auf Plattformen für Social Media.
Cat Content und seine massenhafte  Rezeption erhält seit dem Beginn der 2010er Jahre immer mehr Aufmerksamkeit in der Wissenschaft und auch in der Populärkultur  selbst, die ihn hervorgebracht hat. Die Frage nach den Auswirkungen einer häufigen Nutzung des Internets zum Betrachten von Cat Content auf den Menschen erweckt dennoch erst seit der Mitte der 2010er Jahre das Interesse aktueller wissenschaftlicher Forschung.

## Geschichte
In  Kunst, Mythologie und Literatur spielen Katzen seit mehreren tausend Jahren eine Rolle. In der Antike wurde in der ägyptischen Stadt Bubastis (altgriechisch Βούβαστις) am Heiligtum der Bastet, einer Göttin mit einem freundlichen Wesen, deren heiliges Tier die Katze war und die als Katze dargestellt worden ist, jährlich mit großer Freude ein ausgelassenes Fest gefeiert, zu dem große Menschenmengen aus allen Teilen des Landes strömten. Über das Verhältnis von Katze und Mensch dachte der Philosoph Michel de Montaigne bereits im 16. Jahrhundert nach und stellte die Frage „Wenn ich mit meiner Katze spiele, woher weiß ich, dass sie nicht mit mir spielt?“.
Nach einer wechselvollen Geschichte von Katze und Mensch wurden Bilder von Katzen besonders seit der Mitte des 19. Jahrhunderts in der Kunst beliebt. Auch die Literatur seit dem 19. Jahrhundert nimmt sich der Katze an. Bekannt ist zum Beispiel Kater Murr bei E. T. A. Hoffmann. Weitere Autoren, die im Zusammenhang mit Katzen genannt werden, sind Lewis Carroll, T. S. Eliot, Edgar Allan Poe, Doris Lessing, Charles Baudelaire, Michail Bulgakow und James Joyce. Für den einflussreichen Anthropologen Claude Lévi-Strauss war der Blickaustausch mit einer Katze ein Schlüsselmoment. Sein Hauptwerk Traurige Tropen beendete er in den 1950er Jahren mit der Hoffnung, der Mensch werde im Blick zwischen Katze und Mensch sein Wesen erkennen: „in dem Blick – schwer von Geduld, Heiterkeit und gegenseitigem Verzeihen – den ein unwillkürliches Einverständnis zuweilen auszutauschen gestattet mit einer Katze.“
Als Pioniere im Bereich Cat Content gelten der britische Fotograf Harry Pointer, der bereits um 1870 Katzen in Kleidung fotografierte und die Fotos mit Kommentaren versah, Harry Whittier Frees, der 1906 mit Cat Content begann, indem er der Katze seiner Familie einen Hut aufsetzte und eine Fotografie anfertigte, aber auch Walter Chandoha, der ab 1949 Katzen fotografierte.
Katzenvideofans haben Katzenfilme des Fin de Siècle als Vorläufer bezeichnet, zum Beispiel Étienne-Jules Mareys La Chute du chat (1894), William K. L. Dicksons Boxing Cats (1894), Louis Lumières La Petite fille et son chat (1899) und George Albert Smiths Sick Kitten (1901). Diese Vergleiche können allerdings auch als anachronistisch bezeichnet werden.
Diskutiert wird, ob Frank the Cat die erste Internetkatze war. Er wurde im Jahre 1994 das erste Mal im Internet gepostet und war ursprünglich eine gewöhnliche Katze mit gewöhnlichen Handlungen.
Als gesichert gilt, dass 1995 in Newsgroups „Meowchat“ entstand, eine Gruppe, in der die Nutzer eine Art Katzensprache nachahmten. Dieser Augenblick gilt als prägend für das Internet, mit dessen Anfängen auch Katzen verbunden werden. Gegen Ende der 1990er Jahre entwickelte sich der Trend, Katzen auf einen Fotokopierer zu setzen, abzuscannen und die auf diese Weise entstandenen Bilder im Internet zu veröffentlichen. In dieser Handlung kann ein Beginn von User-generated content gesehen werden. Cat Content wird in diesem Zusammenhang als ein Faktor zur Entstehung sozialer Medien wie zum Beispiel Facebook, Twitter und Instagram angesehen.

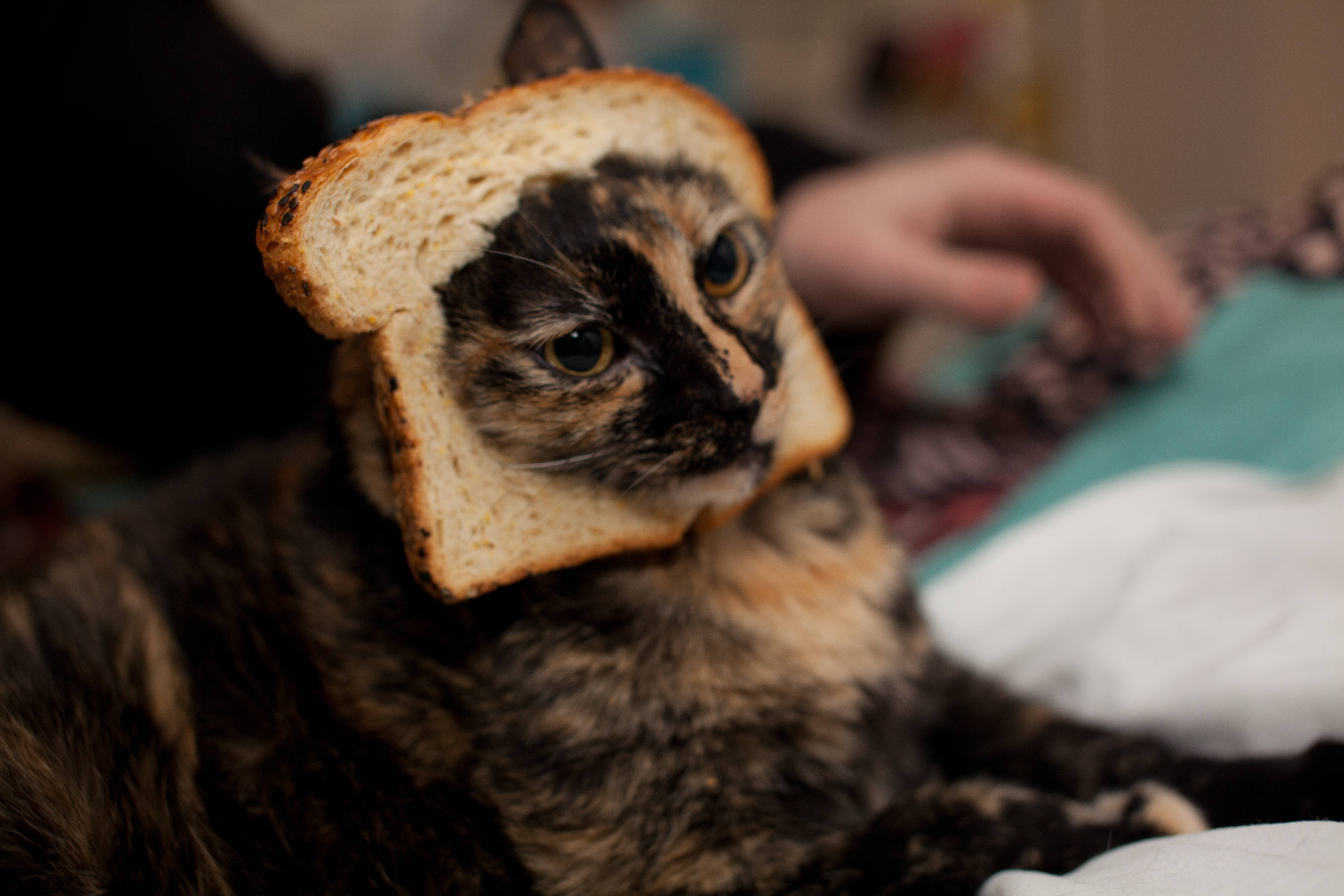
Eine durch ein Brot blickende Katze.

Die erste Katze auf dem 2005 gegründeten Videoportal YouTube war „Pajamas“, die sich im Besitz des Youtube-Mitgründers Steve Chen befand.
Ab 2006 wurden Lolcats durch den Blog „I Can Has Cheezburger“ bekannt. Binnen kurzer Zeit entwickelte sich der Blog zu einem wirtschaftlich florierenden Unternehmen. Keyboard Cat ist bereits 1984 gefilmt worden, bekannt wurde sie aber erst im Jahre 2007. Weitere bekannte Katzen im Internet sind Grumpy Cat, Maru, Surprised Kitty und Henri, le Chat Noir, die als existentialistische Katze gilt.

## Globale Lage
Nachrichten über Katzen werden international rezipiert, wie zum Beispiel ein Bericht von der russischen Katze Mascha, die einen Säugling vor dem Erfrieren gerettet haben soll. Sogar eigene Benutzerkonten von Katzen bei Twitter und Instagram existieren.  Die vom Suchmaschinenbetreiber Google LLC entworfene Künstliche Intelligenz, die im Internet selbstständig lernen kann, entwickelte sich um das Jahr 2012 rasch zum Experten zum Thema Katzen, da sie Katzen aufgrund ihres häufigen Vorkommens im Internet als relevantes Thema einstufte.
Im Jahre 2018 gab es bei YouTube über zwei Millionen Katzenvideos, die insgesamt rund zwei Milliarden Mal betrachtet worden sind.

## Situation in Deutschland
Zahlreiche Universitäten in Deutschland fühlen sich mit Katzen auf ihrem Campus verbunden. Universitäten mit einer Katze sind die Universität Konstanz, die Universität Freiburg, die Universität Augsburg und die Universität Hildesheim sowie die Universität Bayreuth.

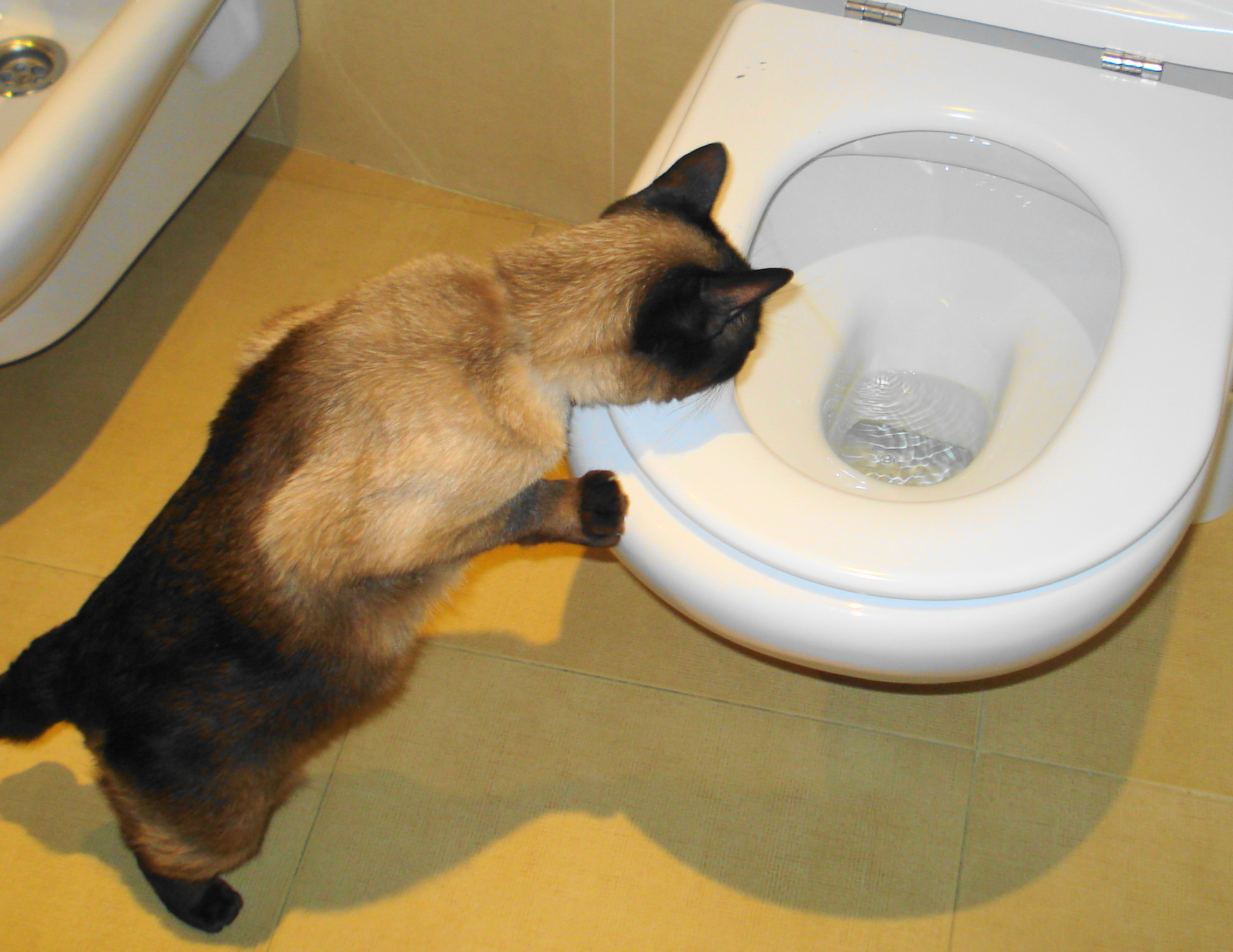
Ein Bild einer neugierigen Katze.

## Soziologische Aspekte
Die gesellschaftliche Struktur  der speziellen  Beziehung  zwischen Tier und Mensch kann unter dem Aspekt des Begriffs der Intimität bei dem Soziologen Niklas  Luhmann verstanden werden, der Intimität als „zwischenmenschliche  Interpenetration“ auffasste. Zusätzlich wirken die technischen Bedingungen und tierische Akteure wie Katzen wechselseitig  aufeinander  ein. Intimität wird technisch vermittelt. Daher wird auch von einem „Internet der Tiere“ gesprochen in Anlehnung an die Wendung „Internet der Dinge“.
Cat Content funktioniert auch in der mobilen Nutzung des Internet gut und wird über alle Länder- und Sprachgrenzen hinweg allgemein verstanden.

## Bedeutung von Cat Content für den politischen Diskurs
Einer medienwissenschaftlichen Theorie zufolge fördert und ermöglicht Cat Content Internetaktivismus. Userinnen und User, die nicht im Internet politisch aktiv sein wollen, stoßen auf der Suche nach Unterhaltung auch auf Themen des politischen Diskurses.
Cat Content macht auch nach aktuellen kommunikationswissenschaftlichen Studien aufmerksam auf andere Inhalte und lenkt nicht notwendigerweise von Themen ab, die allgemein als bedeutender beurteilt werden. Von heiteren Themen wie  Cat Content eingerahmte (Framing) politische Inhalte werden sogar intensiver wahrgenommen und verarbeitet.
Verbreitet ist die Auffassung, dass der Charme von Videos von Katzen alle Grenzen von Klasse, Geschlecht und Nationalität überschreitet.

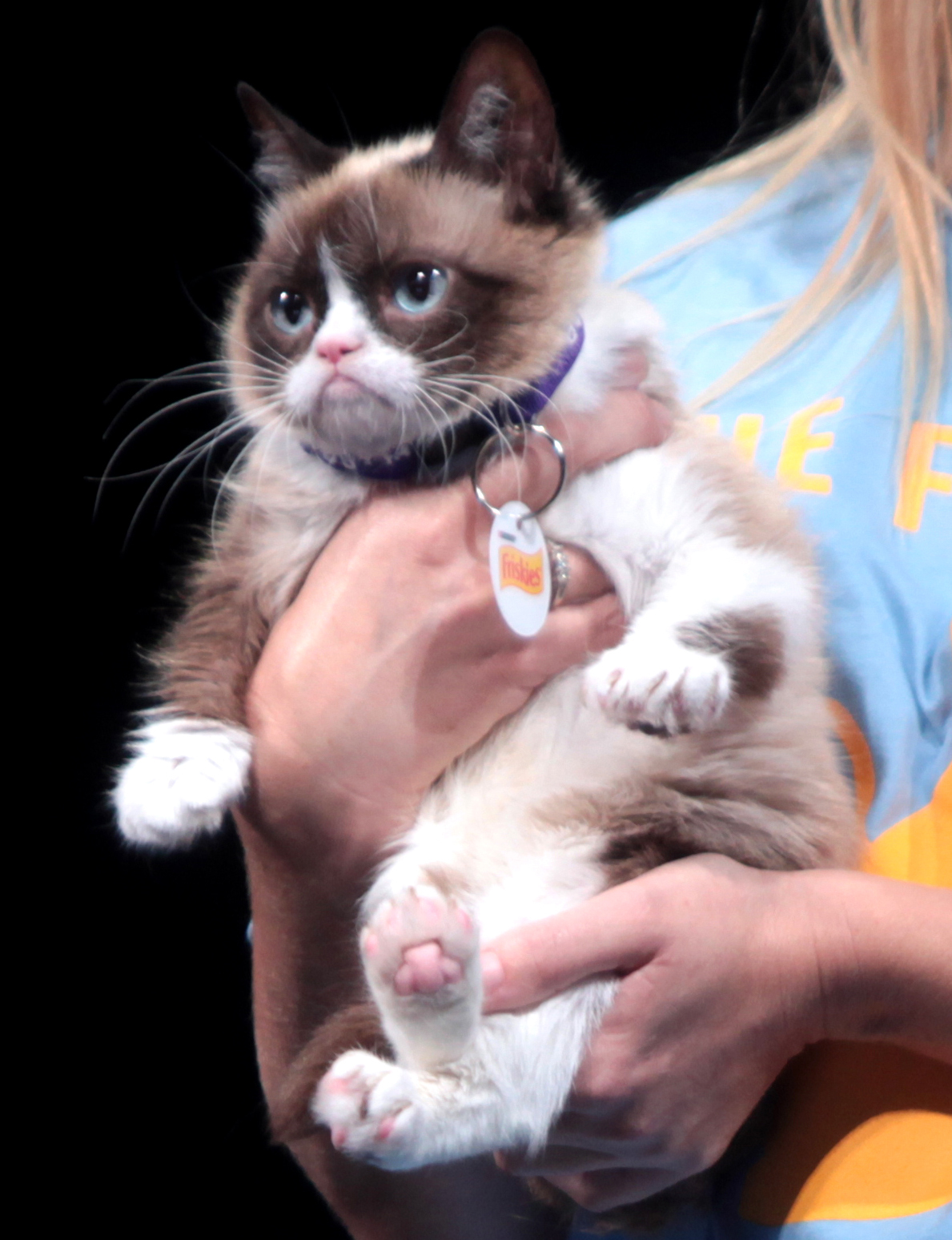
Grumpy Cat.

## Kritik
Gelegentlich werden die Auswirkungen auf Tiere auch unterschätzt. So kann eine Katze, die Angst vor einer Gurke hat, von ihrem Futterplatz abgehalten werden. Einige in Katzenvideos gezeigte Situationen können für Katzen Stress bedeuten und sollten vermieden werden. 

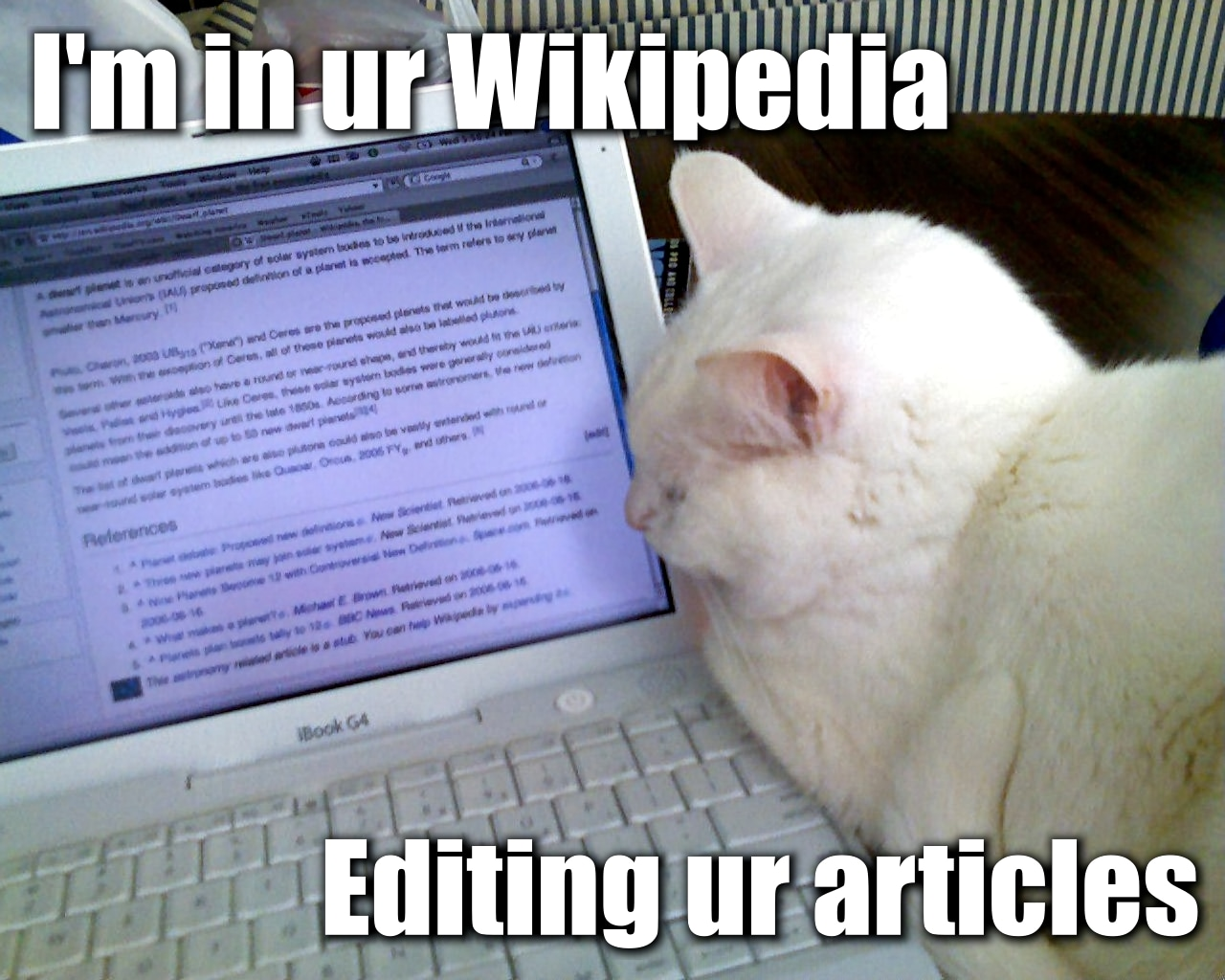
Ein Lolcat-Bild im „I’m in ur...“-Format.

## Psychologische Theorien zur Niedlichkeit
Aus psychologischer Sicht ist ein Grund für den Erfolg von Cat Content das Kindchenschema. Das Phänomen Cat Content hängt außerdem mit zeitgenössischer Mediennutzung und damit verbundenen teilweise kürzeren Aufmerksamkeitsspannen zusammen: Er kann in kleinen Abschnitten konsumiert werden, um die Stimmung aufzuhellen. In der Psychologie vergleicht man diese Verhaltensweise mit dem Verzehr eines kleinen Bonbons.
Die emotionale Reaktion auf Niedlichkeit rückt erst in jüngster Zeit in den Mittelpunkt der Forschung, die versucht, Begriffe für die emotionale Wahrnehmung von Niedlichkeit zu finden. Niedlichkeit ruft eine sozial-relationale Emotion auf, die als „bewegt“, „berührt“ und „herzerwärmend“ bezeichnet werden kann. Diese Emotion ist ein liebevolles gemeinsames Teilen, das von Vertrauen und Einheit geprägt ist.

## Gesundheitliche Gefahren
Die Auswirkungen des Internet-Katzenkonsums auf die emotionalen Zustände des Menschen werden in der Gegenwart weiter diskutiert. Das Betrachten von Online-Katzenmedien kann den emotionalen Zustand des Betrachters verbessern. Die neuere Forschung weist darauf hin, dass es auch negative Ergebnisse im Zusammenhang mit der Nutzung des Internets zur Betrachtung von Cat Content geben kann, indem die Prokrastination gefördert wird. Verschiedene Persönlichkeitstypen sprechen Studien zufolge unterschiedlich stark auf diese Zusammenhänge an.
Eine Studie hat ergeben, dass die Betrachtung von als niedlich beurteilten noch nicht erwachsenen Katzen die Produktivität steigern kann und Handlungen nach dem Betrachten derartiger Fotos umsichtiger durchgeführt werden.